# 스펠로
스펠로(이탈리아어: Spello)는 이탈리아 움브리아주 페루자도에 위치한 코무네다. 몬테 수바시오의 남쪽 낮은 측면에 위치해있다. 폴리뇨에서 남남서쪽으로 6km 그리고 아시시에서 남남동쪽 10km 거리에 있다. 과거에는 히스펠룸이라고 불렸다.

## 역사
고대시대에 움브리아에서 인구가 많았던 이곳은 기원전 1세기에 로마의 식민지가 되었다. 콘스탄티누스 대제 통치 시기에 이곳은 플라비아 콘스탄스(Flavia Constans)라고 불렸다.

## 축제
코르푸스 도미니 축제 시기에 밤내내 60여종이 넘는 꽃들로 카펫을 만드는 인피오라테가 열린다.

## 자매 도시
- 이탈리아 알폰시네
- 이탈리아 아카디아